# Sanzaru Games
Sanzaru Games est un studio américain de développement de jeu vidéo fondé en 2007 et basé à Foster City en Californie.

## Historique
Le premier jeu développé par le studio, Ninja Reflex, sort en mars 2008 sur PC, Nintendo DS et Wii. Sa seconde production est un portage sur PlayStation 2 du titre Secret Agent Clank, auparavant publié sur PlayStation Portable.
Sanzaru Games se charge ensuite de la remasterisation en haute définition des trois premiers épisodes de la franchise de jeu vidéo Sly, originellement développés par Sucker Punch Productions et publiés sur PlayStation 2. Les Trois épisodes sont regroupés dans la compilation The Sly Trilogy parue le 1er décembre 2010 sur PlayStation 3, ils sont ensuite vendus séparément ou en offre groupée sur le PlayStation Store. En 2014, Sanzaru porte les trois épisodes sur PlayStation Vita.
Le studio se voit confier le développement du quatrième épisode de la série, titré Sly Cooper : Voleurs à travers le temps, sorti en 2013. La société développe sur Nintendo 3DS le jeu Sonic Boom : Le Cristal Brisé, sorti en 2014 sur cette console.
Le 26 février 2020, Facebook annonce le rachat du studio.

## Jeux développés
| Titre                                   | Année de sortie | Plate(s)-forme(s)           |
| --------------------------------------- | --------------- | --------------------------- |
| Ninja Reflex                            | 2008            | Wii, Nintendo DS, PC        |
| Secret Agent Clank                      | 2009            | PlayStation 2               |
| The Sly Trilogy                         | 2010            | PlayStation 3               |
| Mystery Case Files: L'Affaire Malgrave  | 2011            | Wii                         |
| Bentley's Hackpack                      | 2013            | PlayStation 3, PSVita       |
| Sly Cooper : Voleurs à travers le temps | 2013            | PlayStation 3, PSVita       |
| Bentley's Hackpack                      | 2014            | iOS, Android                |
| The Sly Trilogy                         | 2014            | PSVita                      |
| Sonic Boom : Le Cristal brisé           | 2014            | Nintendo 3DS                |
| Sonic Boom : Le Feu et la Glace         | 2016            | Nintendo 3DS                |
| VR Sports Challenge                     | 2016            | Oculus Rift                 |
| Tron RUN/r                              | 2016            | PC, PlayStation 4, Xbox One |
| Asgard's Wrath                          | 2019            | Oculus Store                |
| Asgard's Wrath 2                        | 2023            | Meta Store                  |